# Lupin III : Le Tombeau de Daisuke Jigen
Lupin III : Le Tombeau de Daisuke Jigen (ルパン三世　次元大介の墓標, Rupan Sansei: Jigen Daisuke no Bohyo) est un film d'animation japonais réalisé par Takeshi Koike, sorti le 21 juin 2014 au cinéma.

## Synopsis
À la suite de l'assassinat de la Reine Malta, Lupin et Jigen infiltrent Est Doroa dans le but de voler le trésor de Little Comet. Leur mission est un succès jusqu'à ce qu'un tireur d'élite, Yael Okuzaki, arrête Jigen. Un nouvel ennemi se tient devant Lupin et son coéquipier…

## Fiche technique
- Titre : Lupin III : Le Tombeau de Daisuke Jigen
- Titre original : ルパン三世　次元大介の墓標 - Rupan Sansei : Jigen Daisuke no Bohyou
- Réalisation : Takeshi Koike
- Scénario : d'après Monkey Punch
- Direction artistique : Takeshi Koike
- Musique : Shimoji James
- Société de production : Nihon TV, TMS
- Langue : japonais
- Durée : 51 minutes
- Date de sortie : 2014

## Distribution

### Voix japonaises originales
- Kanichi Kurita : Lupin III
- Kiyoshi Kobayashi : Daisuke Jigen
- Miyuki Sawashiro : Fujiko Mine
- Kōichi Yamadera : Inspecteur Zenigata
- Marika Minase : Queen Malta
- Akio Hirose : Yael Okuzaki
- Kanji Obana : Mamo

### Voix Françaises
- Fabien Albanese : Lupin III
- Laurent Pasquier : Daisuke Jigen, Inspecteur Zenigata
- Sarah Cornibert : Fujiko Mine

## DVD
Ce film a été édité en Blu-Ray au Japon le 28 novembre 2014 .

## Autour du film
- Il s'agit d'un spin-off de l'animé Lupin III : Une femme nommée Fujiko Mine.